# الإسلام في الأرجنتين

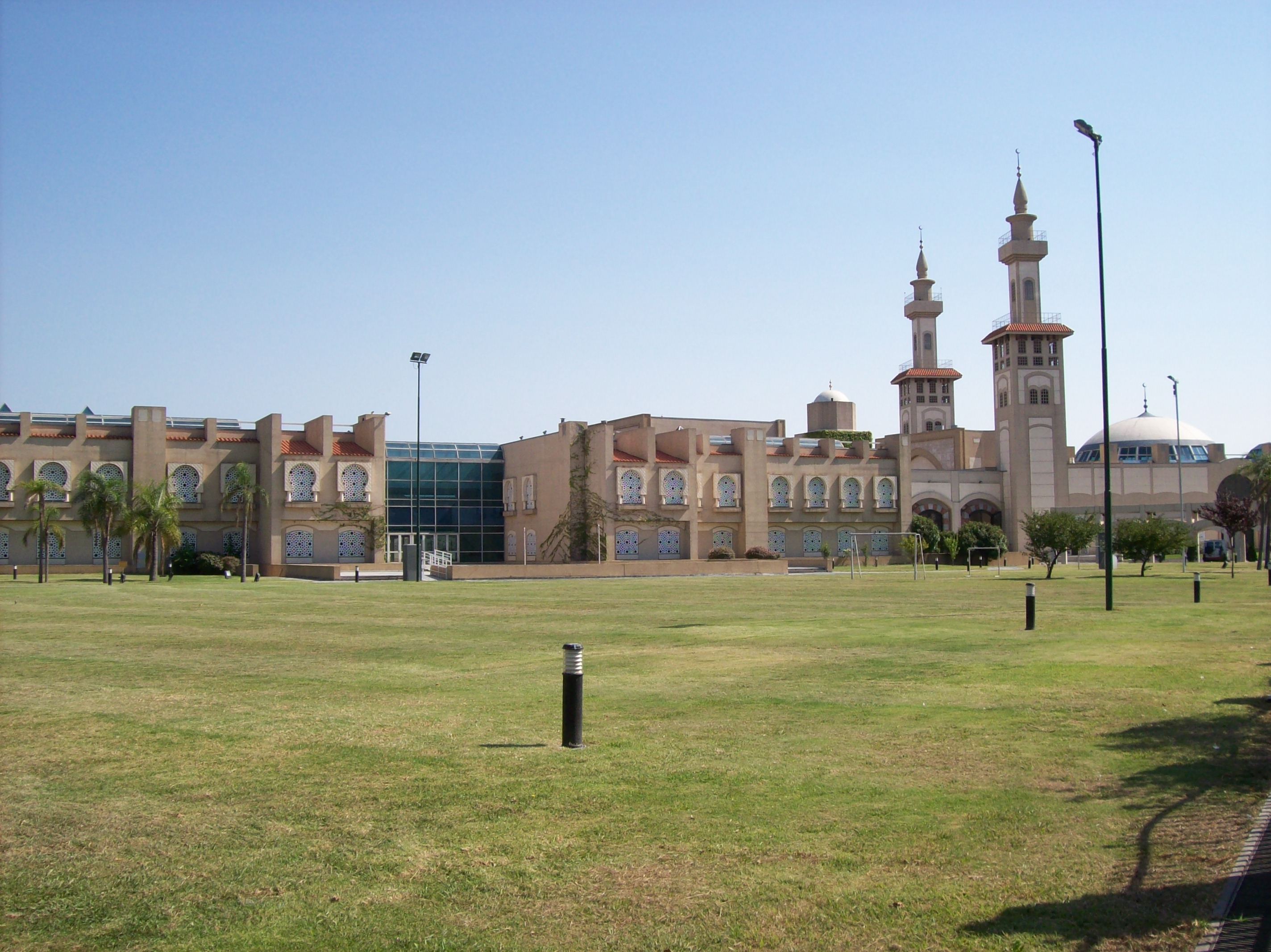
مركز الملك فهد الثقافي الإسلامي,بيونس آيرس، أكبر مساجد أمريكا اللاتينية.

المسلمون في الأرجنتين من أكبر أقليات المسلمين في أمريكا اللاتينية. لا توجد إحصائية دقيقة لعددهم في الأرجنتين لأن الإحصائيات الوطنية لا تستجدي المعلومات حول الديانات، ولكن يقدر العدد بحوالي 1% من إجمالي السكان (400,000 إلى 500,000 مسلم)، وفقًا لـ تقرير الحرية الدينية الدولية في 2015.

## هجرة المسلمين إلى الأرجنتين
انتقل الإسبان والبرتغاليون إلى العالم الجديد وهم يعرفون الثقافة الإسلامية جيداً بسبب الحكم الإسلامي لمنطقتهم لمدة 800 عاماً، فبعضاً منهم هاجر مع موجات النزوح الأولى واستوطنوا مستعمرة الأرجنتين. كما شهد القرن 16 و القرن 17 هجرة عدد من المورسكيون فراراً من محاكم التفتيش. القرن 20 عرف هجرات عربية عديدة للأرجنتين، أبرزها من سوريا ولبنان. يقدر عدد الأرجنتيين ذوي الأصول العربية اليوم بحوالي 3500000 نسمة. بالرغم من أن معظمهم من المسيحيين واليهود الشرقيين، إلا أن ربعهم مسلمون. يعد الرئيس الأرجنتيني السابق كارلوس منعم من المسلمين سابقاً، ولم يعتنق الكاثوليكية إلا عندما أراد الترشح للرئاسة.

## المراكز الإسلامية في الأرجنتين
يوجد جامع بارز في العاصمة بوينس آيرس، بناه المسلمون الأرجنتينيون في عام 1989. كما يوجد عدة مساجد أخرى خصوصاً في منطقة الحدود الثلاثية (منطقة الاتصال بين الأرجنتين والباراغواي والبرازيل).
وفي عام 1996 بني في الأرجنتين أكبر جامع في أمريكا الجنوبية وهو مركز الملك فهد الثقافي الإسلامي، بمساعدة خادم الحرمين الشريفين الملك فهد بن عبد العزيز آل سعود، ومساحته 20000 م2. قدم الرئيس الأسبق كارلوس منعم مساحة أكبر قدرها 34000 م2 بعد زيارته للمملكة العربية السعودية في عام 1992. كلف المشروع 30 مليون دولاراً أمريكياً، وشمل مسجداً ومكتبة ومدرستين وحديقة. يقع المركز في منطقة باليرمو ببوينس آيرس.
يقع مقر المنظمة الإسلامية في أمريكا اللاتينية (IOLA) في الأرجنتين، وهي من أنشط المنظمات في أمريكا اللاتينية التي تقدم المعلومات وتنشر الإسلام في تلك المنطقة، كما تسعى لتوحيد وتوطيد الأخوة بين المسلمين هناك.